# Kockengen
Kockengen (52° 09′ N, 4° 57′ L) é uma cidade dos Países Baixos, na província de Utreque. Kockengen pertence ao município de Breukelen, e está situada a 9 km, a nordeste de Woerden.
Em 2001, a cidade de Kockengen tinha 2296 habitantes. A área urbana da cidade é de 0.47 km², e tem 901 residências. 
A área de Kockengen, que também inclui as partes periféricas da cidade, bem como a zona rural circundante, tem uma população estimada em 2480 habitantes.